# Stazione di Castelfiorentino
Stazione di Castelfiorentino vasútállomás Olaszországban, Castelfiorentino településen.

## Vasútvonalak
Az állomást az alábbi vasútvonalak érintik:
- Toszkánai Központi Vasút

## Kapcsolódó állomások
A vasútállomáshoz az alábbi állomások vannak a legközelebb:
- Granaiolo railway station
- Stazione di Certaldo